# Rovigo (pokrajina)
Pokrajina Rovigo (talijanski: Provincia di Rovigo) je jedna od 110 talijanskih pokrajina u okviru regije Veneto u Sjevernoj Italiji. Glavni grad pokrajine i najveće gradsko naselje je istoimeni grad Rovigo od 50 164 stanovnika.

## Geografske karakteristike
Pokrajina Rovigo prostire se većim dijelom po dolini Poa, a manjim dijelom duž obale Jadranskog mora. U dolini rijeke Po leži i glavni grad Rovigo, udaljen oko 80 km zapadno od Venecije. Pokrajina Rovigo ima površinu od 1 790 km², u kojoj živi 242 349 stanovnika (2011. godine).

## Općine
Pokrajina, po stanju iz 2011., ima 50 općina. Općine s najvećim brojem stanovnika su:
| Općina         | Broj stanovnika |
| -------------- | --------------- |
| Rovigo         | 52,099          |
| Adria          | 20,069          |
| Porto Viro     | 14,470          |
| Lendinara      | 12,006          |
| Occhiobello    | 11,849          |
| Badia Polesine | 10,780          |
| Porto Tolle    | 9,976           |
| Taglio di Po   | 8,445           |
| Rosolina       | 6,510           |
| Villadose      | 5,185           |

## Vanjske poveznice
- Službene stranice pokrajine Rovigo